# René Dawn-Claude
René Dawn-Claude (* 19. Mai 1983 in Bochum) ist ein deutscher Synchronsprecher, Hörbuch- und Hörspielsprecher, Dialogregisseur sowie Schauspieler.

## Werdegang
René Dawn-Claude leiht seine Stimme seit einigen Jahren diversen Produktionen. Er synchronisiert vor allem Animes, Zeichentrickfilme sowie Filme und Serien. Seit 2007 ist er regelmäßig in verschiedenen Computer- und Videospielen (zum Beispiel für Electronic Arts, Ubisoft, Activision Blizzard, Nintendo oder THQ), Hörspielen, Imagefilmen, Podcasts, als Voice-Over und in der Werbung für Rundfunk / Radio & TV (u. a. als Werbesprecher für Super RTL) zu hören.

## Synchronisation, Hörspiele und Videospiele (Auswahl)

### Filme & Serien
- 2010: Emmas Chatroom: Dan
- 2010: H₂O – Plötzlich Meerjungfrau: Will Benjamin
- 2011: Body of Proof: Dr. Ethan Gross
- 2012: Supah Ninjas: Subsiders James
- 2013: Episodes: Andy Butto
- 2014: See Dad Run: Kevin Kostner
- 2014: The Last Ship: Gator
- 2018: Solo: A Star Wars Story: Lando Calrissian
- 2018–2019: Marvel’s Cloak & Dagger: Liam Walsh
- 2019–2021: Another Life (Fernsehserie, 2019): A.J. Rivera als Bernie Martinez
- 2020: The New Mutants: Roberto da Costa / Sunspot

### Trickfilme & Anime
- 1996–1998: Rurouni Kenshin: Rurouni Kenshin
- 2007: Solty Rei: Will
- 2007: Witchblade: Yusuke Tozawa
- 2008: Animation Runner Kuromi: Mizuho Tanonaka
- 2008: Black Blood Brothers: Sei
- 2008: Black Cat: River Zastory
- 2008: Death Note: Hideki Ide
- 2008: Karas: Reiji
- 2009–2010: Bleach: Ikkaku Madarame
- 2009–2010: Fullmetal Alchemist Brotherhood: Ling Yao[1]
- 2009: Naruto Shippuuden: Shibuki
- 2010: Durarara!!: Izaya Orihara
- 2011: Maid-sama: Tora Igarashi
- 2012: Kämpfer: Natsuru Senō
- 2012–2013: Rurouni Kenshin: Kenshin Himura
- 2012–2020: Haikyu!!: Tooru Oikawa
- 2013: Detektiv Conan: Der elfte Stürmer: Yasuhito Endō
- 2013: Monster High: Deuce Gorgon
- 2014: Fate/Stay Night: Unlimited Blade Works: Archer
- 2014: High School D×D: Genshirō Saji
- 2014–2015: Shigatsu wa Kimi no Uso – Sekunden in Moll: Saitō
- 2015: Tokyo Ghoul: Ayato Kirishima
- 2015–2020: Food Wars! Shokugeki no Soma: Ryo Kurokiba
- 2016: Attack on Titan: Jean Kirschstein
- 2017: Fairy Tail: Gray Fullbuster
- 2019: Vinland Saga: Glubschauge
- 2020–2024: Star Trek: Lower Decks: Ensign Sam Rutherford
- seit 2020: Jujutsu Kaisen: Satoru Gojō
- 2022: Free! the Final Stroke - the Second Volume: 'Nao Serizawa'
- seit 2022: Dr. Stone: Ryūsui Nanami

### Videospiele
- 2007: Bratz: Eitan
- 2007: Company of Heroes: Opposing Fronts
- 2007: Nicktoons: G.I.R. & Carl Wheezer
- 2007: Avencast: Rise of The Mage
- 2008: Brothers in Arms: Hell’s Highway
- 2008: Call of Duty: World at War
- 2008: Doxan
- 2008: Haze
- 2008: Zak McKracken – Between Time and Space: Caponier, Hacker, Pfadfinder
- 2009: Arthur und die Minimoys 2: Betameche
- 2009: Rabbids Go Home
- 2009: Call of Duty: Modern Warfare 2
- 2009: Assassin’s Creed II
- 2011: The Witcher 2: Assassins of Kings: Arjan La Valette
- 2013: The Night of the Rabbit: Jerry (Jeremias) Haselnuss
- 2014: Dragon Age: Inquisition: junger, männlicher Inquisitor
- 2015: Anno 2205: Ville Jorgensen
- 2017: The Legend of Zelda: Breath of the Wild: Sidon
- 2018: Wario Ware Gold: Young Cricket
- 2018: Star Wars Battlefront II: Lando Calrissian (jung)
- 2021: WarioWare: Get It Together!: Young Cricket
- 2022: Lego Star Wars: Die Skywalker Saga: Lando Calrissian
- 2023: The Legend of Zelda: Tears of the Kingdom: Sidon
- 2023: WarioWare: Move It!: Young Cricket
- 2024: Star Wars Outlaws: Lando Calrissian

### Hörspiele & Hörbücher (Auswahl)
- Das dunkle Meer der Sterne, als Prinz Jeremy Angelis
- Terra Mortis, als Jan Hendris
- Der junge Sherlock Holmes 2: Die Königin der Ratten, floff publishing/Audible als Rip Rat 1 (u. a. mit Marie Bierstedt, Dirk Petrick & Charles Rettinghaus)
- Laura Pavlov: Loving Romeo, Hörbuch Hamburg, ISBN 978-3-8449-4222-4 (Magnolia Falls - Band 1, mit Lisa Cardinale)